# Periaptodes testator
Periaptodes testator là một loài bọ cánh cứng trong họ Cerambycidae.